# Lars Knipping
Lars Knipping (Aalst, 15 januari 1992) is een Belgische voetballer van Nederlandse origine die dienstdoet als doelman.

## Carrière
Knipping groeide op in de buurt van Geraardsbergen, maar heeft Nederlands bloed. Zijn grootvader verhuisde van Nederland naar België. Op 5-jarige leeftijd sloot Knipping zich aan bij de lokale voetbalploeg Eendracht Moerbeke. Daarna verhuisde hij samen met zijn broers naar SC Eendracht Aalst. Op 10-jarige leeftijd kwam hij terecht bij de jeugd van RSC Anderlecht.
Lars Knipping won bij de jeugd alles wat er te winnen valt, nationale kampioenschappen, Euro-Bierbeek Miniementornooi, U13 Cup Bassevelde, Tournoi Sans Frontière. Hij schopte het tot de B-kern en mocht enkele keren meetrainen met de A-kern. Bij de beloften maakte hij zijn debuut op 16-jarige leeftijd en speelde hij onder andere samen met Hervé Kage, Sven Kums, Omar El Kaddouri en Romelu Lukaku. Toen Daniel Zitka zich in 2009 blesseerde, was hij even derde keeper.
Knipping besloot te vertrekken naar SV Zulte-Waregem, waar hij na nieuwjaar opgenomen werd in de A-kern.
Na omzwervingen via KV Woluwe-Zaventem en KSV Oudenaarde tekende Knipping in juli 2013 bij Racing Mechelen. Hij verruilde in 2013 Racing Mechelen voor Patro Eisden Maasmechelen.